# Bésame mucho
Bésame mucho (« embrasse-moi beaucoup ») est une chanson de variété écrite et composée en 1932 par la pianiste mexicaine Consuelo Velázquez d'après une aria d'Enrique Granados. Ce boléro en do mineur est devenu la chanson en espagnol la plus reprise du XXe siècle.

## Genèse

### Granados
En  1915, le compositeur catalan Enrique Granados écrit un opéra inspiré par les tableaux de Goya, Goyescas o Los Majos enamorados, Goyesques ou Les Jeunes Amoureux. Le livret est écrit en espagnol par Fernando Perriquet.
La première scène du troisième et dernier tableau de cet opéra est intitulée La Belle et le rossignol, La Maja y el Ruiseñor. Elle évoque la nostalgie amoureuse de l'héroïne, Rosario, à travers un thème classique, Pourquoi est-ce la nuit que le rossignol entonne son chant harmonieux..., Porqué entre sombras el ruiseñor entona su armonioso cantar... La musique est une rhapsodie pour mezzo-soprano tirée d'une œuvre antérieure pour piano seul, Quejas o la Maja y el Ruisenor, Complainte ou la Belle et le rossignol.
Celle-ci a été inspirée au compositeur par son amour pour sa femme, Amparo, et fait la quatrième pièce du premier volume des Goyesques. L'ensemble a été achevé en décembre 1911 et produit à Pleyel le 2 avril  1914 mais les quatre premières pièces ont été créées le 11 mars 1911 au Palais de la musique catalane de Barcelone.

### Consuelito
C'est cet air d'opéra qui, en 1935, inspire la jeune pianiste Consuelo Velásquez, qui en tire une chansonnette.
Élève précoce du Conservatoire national, la jeune fille compose depuis l'adolescence des chansons de style populaire. À dix-neuf ans, elle n'a — selon son témoignage ultérieur — encore jamais échangé de baiser amoureux et les paroles qu'elle pose sur le thème principal de la rhapsodie de Granados sont entièrement le produit de son imagination.
Quatre ans plus tard, elle participe à l'inauguration de la radio XEQ-AM (es) en animant une émission sur la musique classique. Le directeur de la station, Mariano Rivera, amoureux de la jeune femme, diffuse les chansons qu'elle a composées. Bésame mucho rencontre un vif succès auprès du public mexicain et cubain. La chanson est enregistrée en 1941 par Emilio Tuero (es) et Chela Campos.

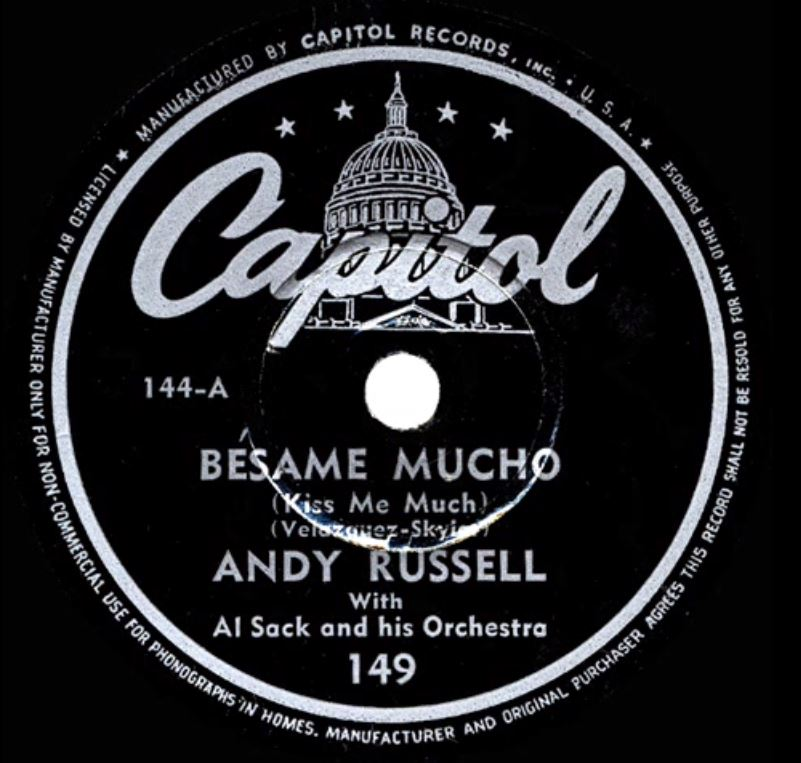
Disque d'Andy Russel, premier grand succès commercial de la chanson en 1944 aux États-Unis.

Son évocation d'un ultime baiser, « comme si c'était ce soir la dernière fois », en fait aux États-Unis, engagés dans la guerre, un tube et la photogénique Consuelito, adulée, est reçue à Hollywood par Walt Disney lui-même, mais c'est la traduction en anglais, très infidèle, faite par Sunny Skylar (en) et chantée par Abe Lyman (en) puis par Andy Russel qui rend la chanson populaire. En 1944, Kitty Kallen et Bob Eberly, accompagnés par l'orchestre de Jimmy Dorsey, mènent celle-ci à la première place sur les ondes sept semaines durant. L'enregistrement qu'en fait la même année Nat King Cole la même année, puis celui de Tino Rossi sur une traduction de Francis Blanche en 1945 lui assurent une carrière internationale.
Il semble évident à l’écoute que le thème d'Eusebius qui apparaît dans le premier mouvement du Concerto pour piano en la mineur op. 54 de Robert Schumann a constitué pour cette chanson une source d'inspiration originale majeure.

## Interprétations

### Interprètes de musique latine
Parmi les reprises de la musique latine, citons celles de :
- Freddy
- Tito Puente
- Perez Prado
- Xavier Cugat
- Luis Miguel
- Lucho Gatica avec Nelly Furtado
- Luz Casal
- João Gilberto
- Julio Iglesias
- Cesária Évora
- Oscar Alemán
- Lisa Ono.

### Grands ténors
De grands ténors l'ont chantée : Luis Mariano, Andrea Bocelli, Luciano Pavarotti, Plácido Domingo, Mario Lanza, Roberto Alagna. Une basse profonde wagnérienne l'a également chantée : le Finlandais Matti Salminen.

### Interprètes francophones

#### Version de Dalida
Chanson de Dalida
J'attendrai Salma Ya Salama
Dalida a enregistré et sorti le single nommé Bésame mucho en 1976 produit par son frère et confident Orlando. La chanson s'associe parfaitement à la vague disco que la chanteuse traverse et où elle s'inscrit depuis son dernier tube J'attendrai qui connaît un grand succès en Europe. Écrite conjointement par Serge Lebrail et Pascal Sevran, cette version, qui se retrouve aussi dans l'album Coup de chapeau au passé, est un succès pour Dalida dans plusieurs pays.
| Classement de Dalida (1976-1977) | Meilleure position |
| -------------------------------- | ------------------ |
| Turquie                          | 10                 |
| Wallonie                         | 4                  |
| Région flamande                  | 27                 |
| France (CIDD)                    | 5                  |
| France (SNEP)                    | 8                  |

#### Autres versions
- Charles Aznavour
- Lili Boniche (Dans les années 1940-50)
- Jack Lantier (Album Amor, Amor... 1981)[16]
- Isabelle Boulay
- Dany Brillant (Album Histoire d'un amour, 2007)
- Christophe (Besame Mucho - Dernier baiser, 1984)
- Corinne Sauvage (album Hommage à Dalida, 2015 label LEPM)
- Arielle Dombasle
- Silvia Droste (bande sonore du film Just Friends, 1993)
- Nino Ferrer
- Agnès Jaoui
- Marc Lavoine (album Marc Lavoine, 2001)
- Michel Louvain
- Les Orientales (chanson stenitek)
- Diego Aguilar Bernal (1999, 2013, disques LEPM)
- Guy Marchand
- Nicole Martin (album Cocktail Lounge, 2012),
- Mireille Mathieu
- Dario Moreno
- Nana Mouskouri
- Michel Petrucciani (album Marvellous, 1994)
- Édith Piaf
- Alys Robi (1943)
- Tino Rossi
- Vincent Niclo (Besame Mucho - Luis, 2013)
- Sylvie Rodriguez
- Le groupe Suarez (album En équilibre, 2014)
- Le groupe disco New Paradise, le titre changé en Besame Macho (1983)

### Chanteurs non francophones

#### The Beatles
Pistes inédites de Anthology 1
Like Dreamers Do How Do You Do It?
C'est Paul McCartney qui fait découvrir au groupe cette chanson qui passe d'un ton mineur pour revenir en majeur, caractéristique qui plaît beaucoup au jeune bassiste. Basée sur la version des Coasters publiée en 1960, mais teintée de la touche d'humour des Beatles (le fameux « Cha Cha Boom »), elle est jouée par le groupe depuis 1961 sur scène à Hambourg et à Liverpool. Elle sera enregistrée à trois reprises par le groupe britannique mais publiée officiellement sur le disque Anthology 1 en 1995 seulement.
Les Beatles enregistrent cette chanson le 1er janvier 1962 lors de leur audition chez Decca Records. Paul McCartney s'occupe du chant et de la basse, John Lennon est à la guitare rythmique, George Harrison à la guitare solo et Pete Best est à la batterie. Cette version n'est pas incluse dans le disque Anthology 1 ; on lui préfère la version que le groupe réenregistrera lors de sa première séance dans les studios de la EMI, le 6 juin suivant, enregistrement qui restera dans les cartons 33 ans. Elle sera aussi enregistrée fin décembre sur scène, à Hambourg, cette fois avec Ringo Starr derrière les fûts, et cette version sera publiée en 1977 dans un enregistrement pirate intitulé Live! at the Star-Club in Hamburg, Germany; 1962. Finalement, on peut voir le groupe jouer cette chanson de façon informelle en janvier 1969, dans le film Let It Be sorti en 1970, séquence qui sera aussi incluse dans le documentaire Anthology.

#### Autres versions
- IMT Smile (en)
- The Eagles
- Sofia Rotaru
- Santana
- Omara Portuondo
- Connie Francis
- Jeane Manson
- Andrea Bocelli
- Pavlo (en)
- Bauchklang
- Caetano Veloso
- Linda Ronstadt
- Dean Martin
- Placebo
- Chris Isaak
- Gadjo, version dance 2008
- Götz Alsmann, en allemand sur l'album Filmreif… (2001)
- Fairuz en 2017

### Interprètes de jazz
La chanson est également devenue un standard de jazz, interprétée entre autres par :
- Bill Evans
- Kenny G
- Frank Sinatra
- Joséphine Baker
- Juan García Esquivel
- Diana Krall
- Louis Armstrong
- Nat King Cole
- Michel Petrucciani
- Michel Legrand
- Herb Alpert
- Danny Aiello
- Dean Martin
- Dave Brubeck
- Jaki Byard
- Wes Montgomery
- Artie Shaw
- Julie London
- Stan Getz
- Dianne Reeves
- Etta James
- Michael Bublé
- Carmen McRae
- Art Pepper (The Art Pepper Quartet, 1956)
- Avishai Cohen
- Oscar Alemán
- Barney Wilen

## Versions instrumentales
Voici une liste non exhaustive de versions instrumentales :
- À la guitare mandole, par Amar Ezzahi
- À l'accordéon, par Aimable et Yvette Horner
- Au piano, par Richard Clayderman
- À la guitare, par Paco de Lucía
- À la basse électrique, par Jet Harris
- Au trombone par Ray Conniff
- Orchestrée par les Plaies Mobiles
- Chris Wally sur l'album Orgue Hammond

## Au cinéma
Bésame mucho sert d'illustration sonore à de nombreux films :
- Les Trois Caballeros, 1944,
- En avant toute! (es), 1951
- Moscou ne croit pas aux larmes, 1979
- Pleine Lune sur Parador, 1988
- Santa Sangre, 1989
- Y a-t-il un flic pour sauver le président ?, 1991
- Arizona Dream, 1993
- De grandes espérances, 1998
- In the Mood for Love, 2000
- Les Muses orphelines, 2000[19]
- Le Sortilège de Shanghai, 2002
- Le Sourire de Mona Lisa, 2003
- En bonne compagnie, 2004
- La Fête de la chèvre (es), 2005
- Paid, 2006
- Juno, 2007
- Ma vie en cinémascope, 2009
- Chico et Rita, 2010

## Reprise de l'intitulé
- Bésame Mucho, 1979-1982, magazine comique espagnol.
- Bésame mucho, 1993, film colombo-vénézuélien avec Amparo Grisales (es).
- Besame mucho, 1997, deuxième chanson de l'album Pearls (nl) du groupe BZN (nl), sans autre rapport.